# 埃德尔·比特
埃德尔·比特 （1986年6月17日—），是一名亚美尼亚足球运动员，賽场上位置為门将。他惯用右脚，生於亚美尼亚埃里温。